# Grafgeest
Grafgeesten (Engels: Barrow-wights) zijn de geesten die huizen in de Grafheuvels in J.R.R. Tolkiens fictieve wereld Midden-aarde.
De Grafheuvels vormen een verzameling graven die zijn gegroepeerd vlak bij het Oude Woud. In deze heuvels liggen de koningen van het noordelijke koninkrijk Arnor begraven. Ook zijn er graven van enkelen van de Edain te vinden.
De grafgeesten zijn niet – zoals wel gedacht wordt – de geesten van de koningen die er begraven liggen. Ze zijn er later ingetrokken. Halverwege de Derde Era worden ze er door de Tovenaar-koning van Angmar heen gestuurd. Ze maken van het gebied een angstaanjagende gevaarlijke plaats, zodat de streek niet opnieuw bevolkt kan worden door de Dúnedain.

## InDe Reisgenoten
Als Frodo en Sam met hun metgezellen uit de Gouw vluchten met de Ene Ring, zijn ze na enige tijd te gast bij Tom Bombadil. Nadat ze afscheid van hem genomen hebben komen ze in de Grafheuvels terecht. Door een dichte mist verdwalen ze en worden ze gevangengenomen en betoverd door de grafgeesten, die van plan zijn de hobbits te doden. Frodo komt echter bij en ziet kans Tom Bombadil te waarschuwen. Deze bevrijdt hen van de betovering. Op aanwijzing van Tom halen de Hobbits de graven leeg en verzamelen alle kostbaarheden op een heuveltop. Daar kan iedereen er iets van meenemen, waardoor de betoveringen en de kracht van de grafgeesten verdwijnen.
Van de schatten kiezen de Hobbits vier dolken uit, die door de Dúnedain van het verdwenen koninkrijk Arnor gesmeed zijn. De dolken zijn niet verroest en voor de Hobbits lang genoeg om als zwaarden te dienen. De dolk van Merijn is, zoals later blijkt, speciaal gemaakt als wapen tegen de Tovenaar-koning van Angmar, die de leider is van de Nazgûl. De dolk bewijst zijn nut bij de slag op de Velden van Pelennor. Merijn steekt de belangrijkste Nazgûl in de knieholte en maakt hem kwetsbaar voor gewone wapens. Dit geeft Éowyn de gelegenheid hem te doden.

## Weglating in verfilmingen
Er zijn twee bekende verfilmingen van In de Ban van de Ring uitgebracht, de tekenfilmversie uit 1978 van Ralph Bakshi en de remake uit 2001 van Peter Jackson. De passage uit het oorspronkelijke verhaal waarin de Hobbits bij de Grafgeesten belanden is echter in geen van beide verfilmingen opgenomen. 